# Eutreta fenestrata
Eutreta fenestrata är en tvåvingeart som först beskrevs av Foote 1960.  Eutreta fenestrata ingår i släktet Eutreta och familjen borrflugor. Inga underarter finns listade i Catalogue of Life.